# Sinojackia xylocarpa
Sinojackia xylocarpa är en storaxväxtart som beskrevs av Hu Hsien-Hsu. Sinojackia xylocarpa ingår i släktet Sinojackia och familjen storaxväxter. Utöver nominatformen finns också underarten S. x. leshanensis.

## Bildgalleri

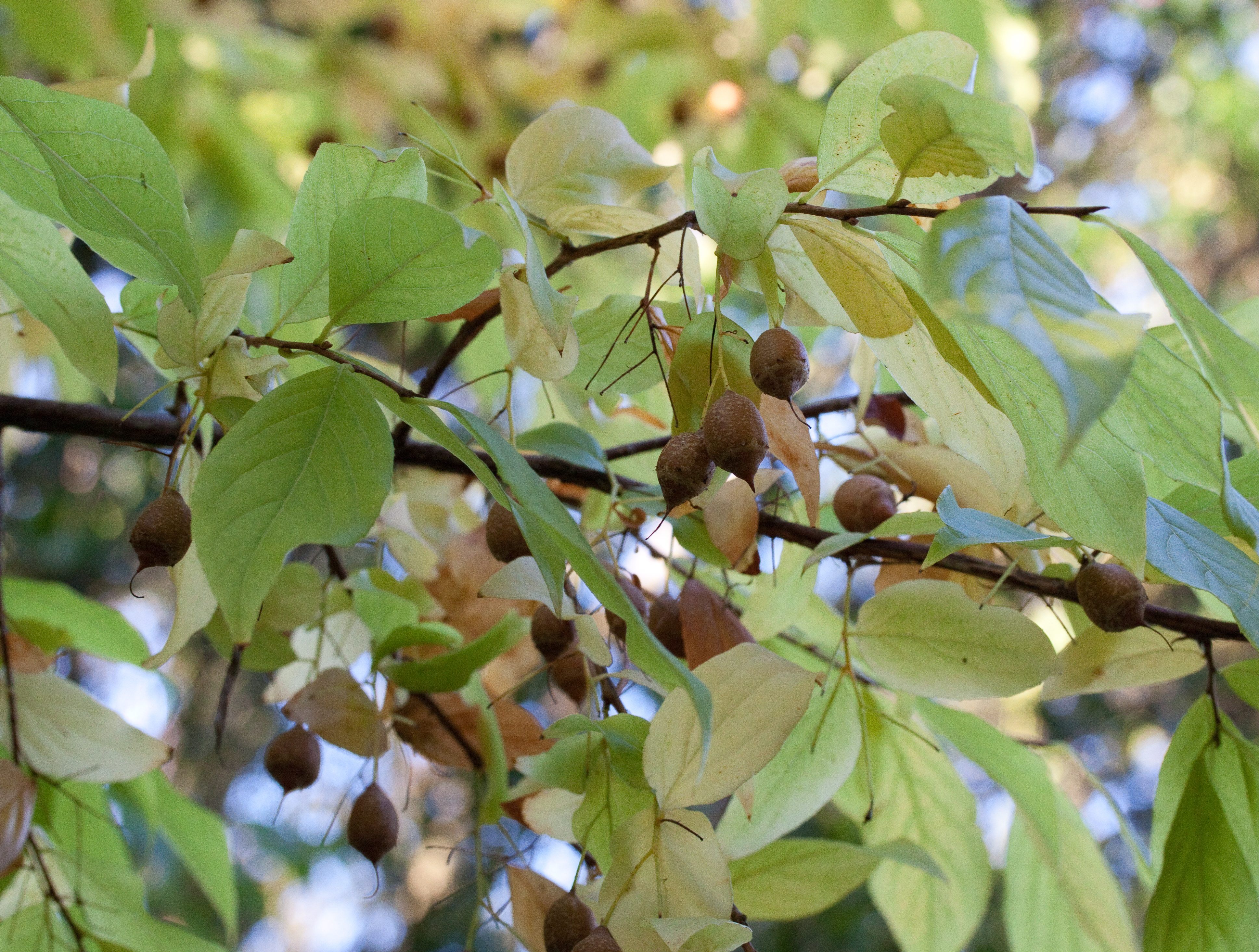
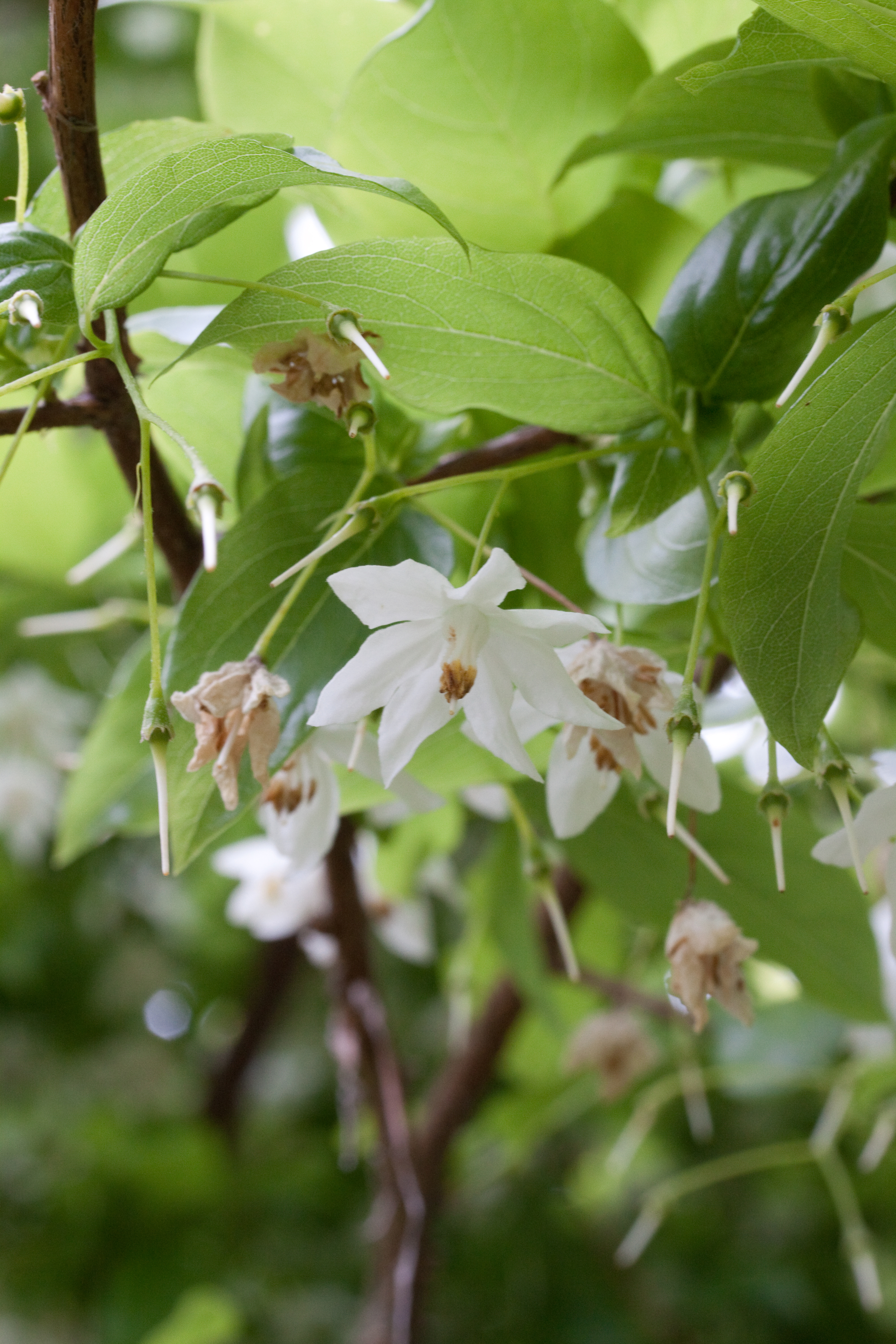
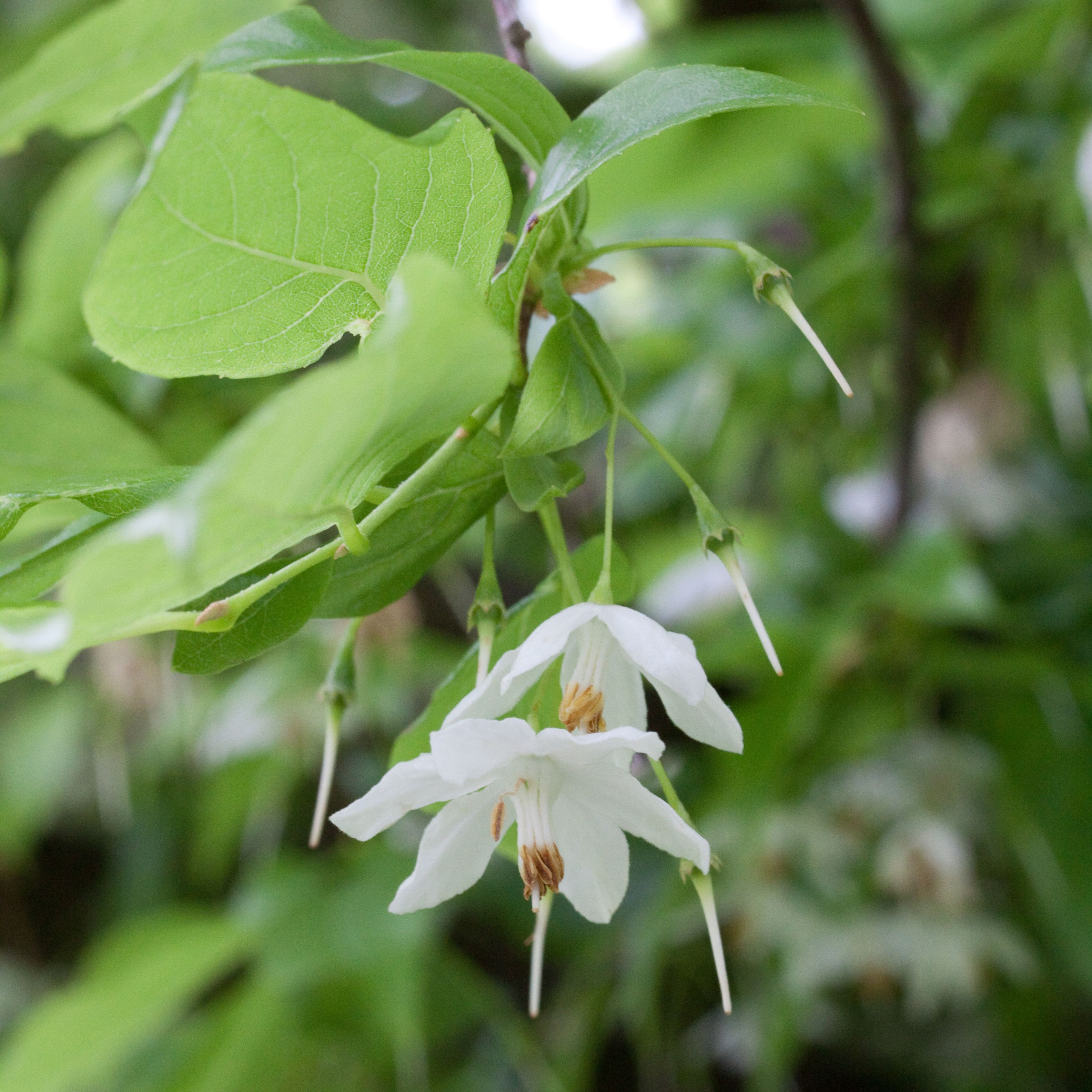
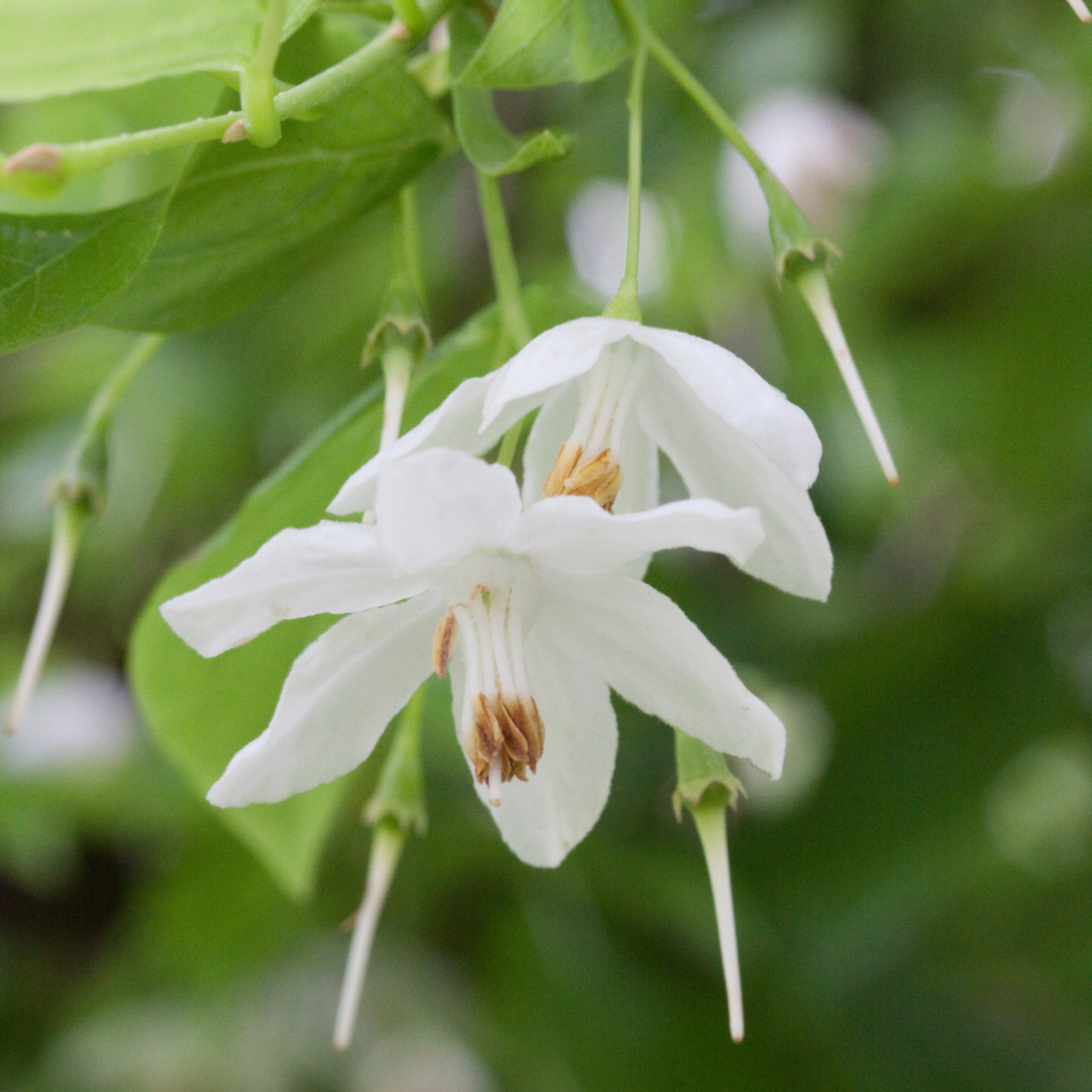
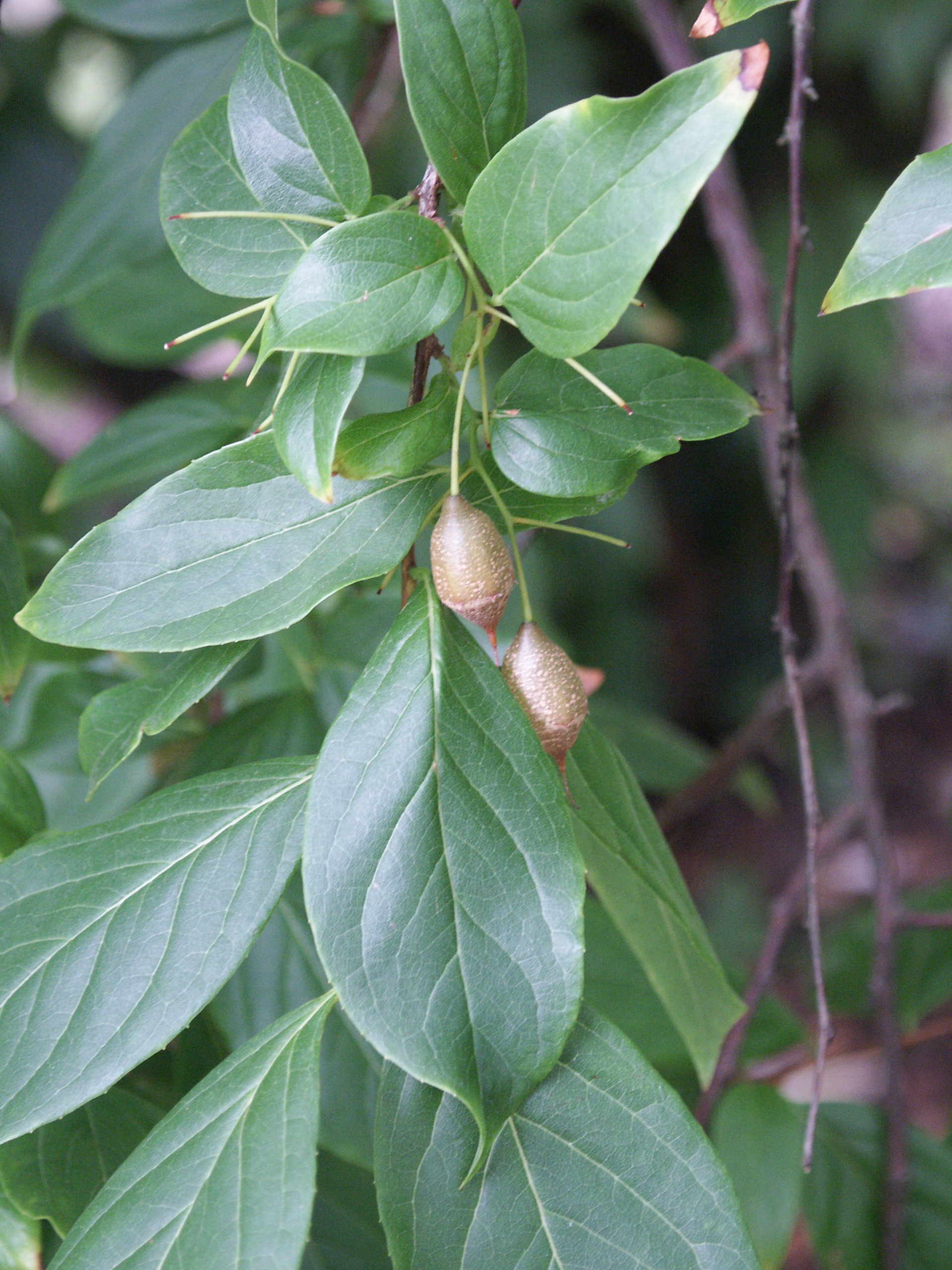
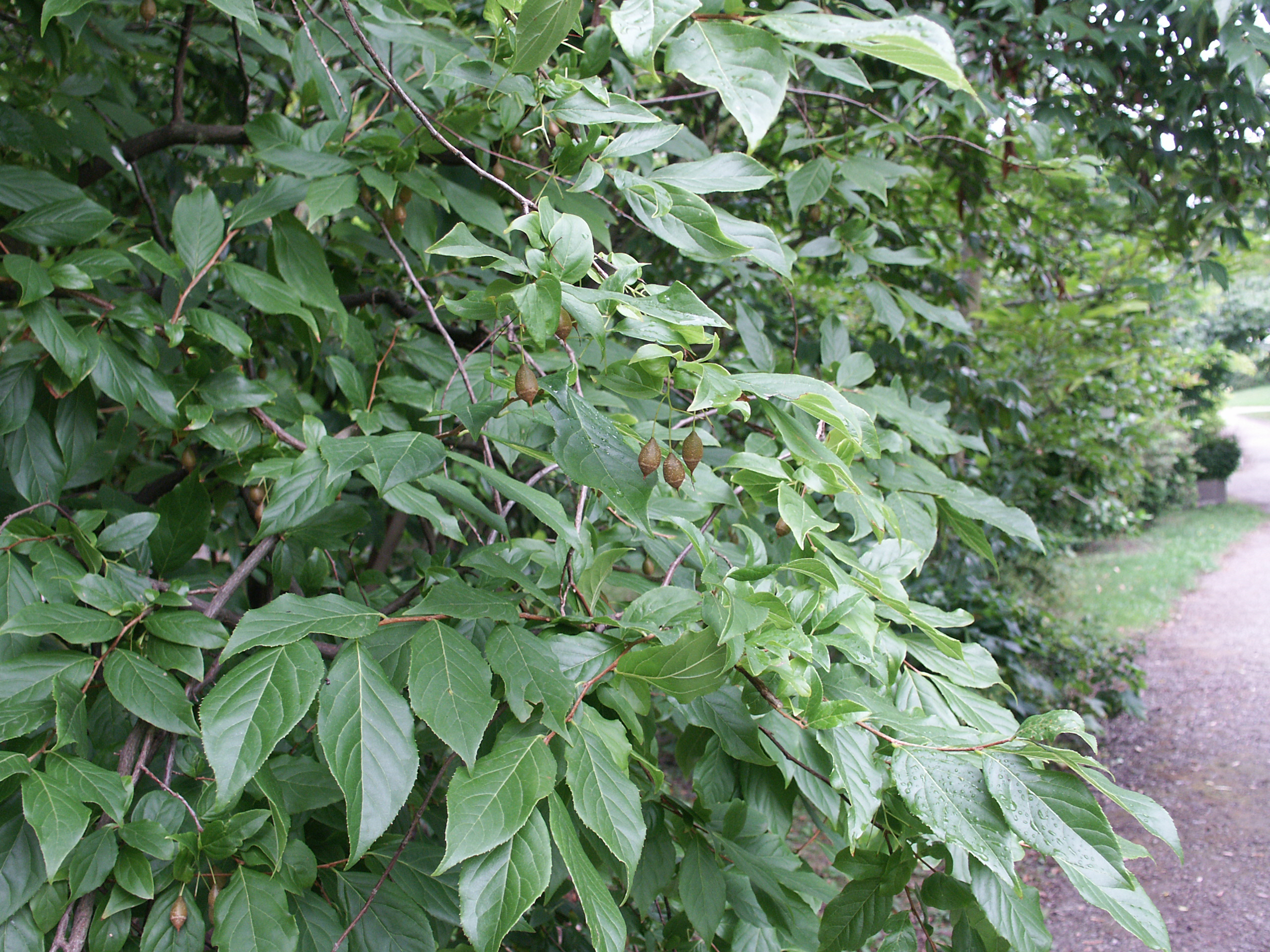